# Werner Dollinger

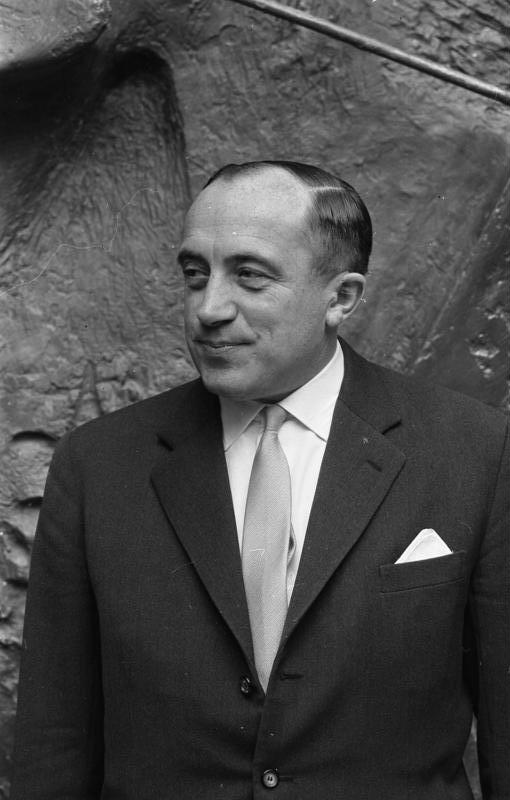
Werner Dollinger

Werner Dollinger (Neustadt an der Aisch, 10 oktober 1918 - aldaar, 3 januari 2008) was een Duits politicus van de CDU.
Van 1946 tot 1964 zat Werner Dollinger in de gemeenteraad van zijn geboortestad. Tussen 1953 en 1990 was hij lid van de West-Duitse Bondsdag. Tussen 1962 en 1966 zat hij in kabinetten van Konrad Adenauer als minister van Financiën, tussen 1966 en 1969 als minister van post- en communicatiezaken in kabinetten van Ludwig Erhard en Kurt Georg Kiesinger en ten slotte tussen 1982 en 1987 als minister van vervoer in kabinetten van Helmut Kohl.
- Gemeinsame Normdatei: 11852657X
- International Standard Name Identifier: 0000 0000 5528 6596
- Library of Congress Control Number: n84079325
- National Archives and Records Administration: 23868922
- Virtual International Authority File: 52480737
- WorldCat: E39PBJdCkdVKjvyBYVPbggTWDq